# Kamień Krajeński (gemeente)
De gemeente Kamień Krajeński is een stad- en landgemeente in het Poolse woiwodschap Koejavië-Pommeren, in powiat Sępoleński.
De gemeente bestaat uit 13 administratieve plaatsen solectwo: Dąbrowa, Dąbrówka, Duża Cerkwica, Jerzmionki, Mała Cerkwica, Niwy, Nowa Wieś, Obkas, Orzełek, Płocicz, Radzim, Witkowo, Zamarte.
De zetel van de gemeente is in miasto Kamień Krajeński.
Op 30 juni 2004 telde de gemeente 6904 inwoners.

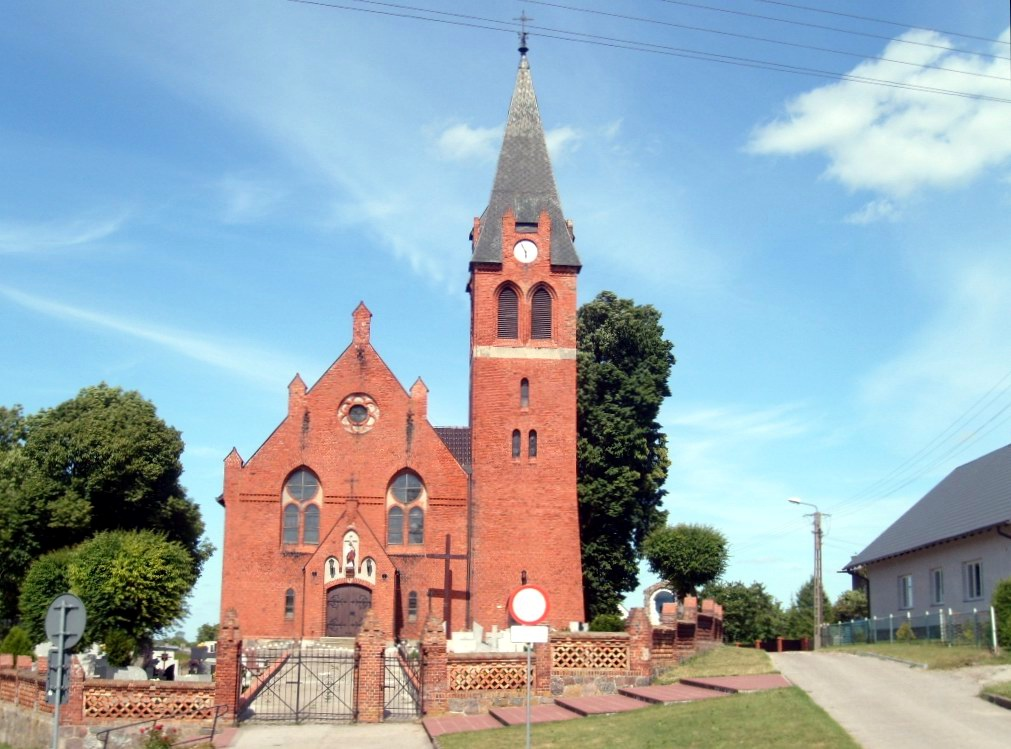
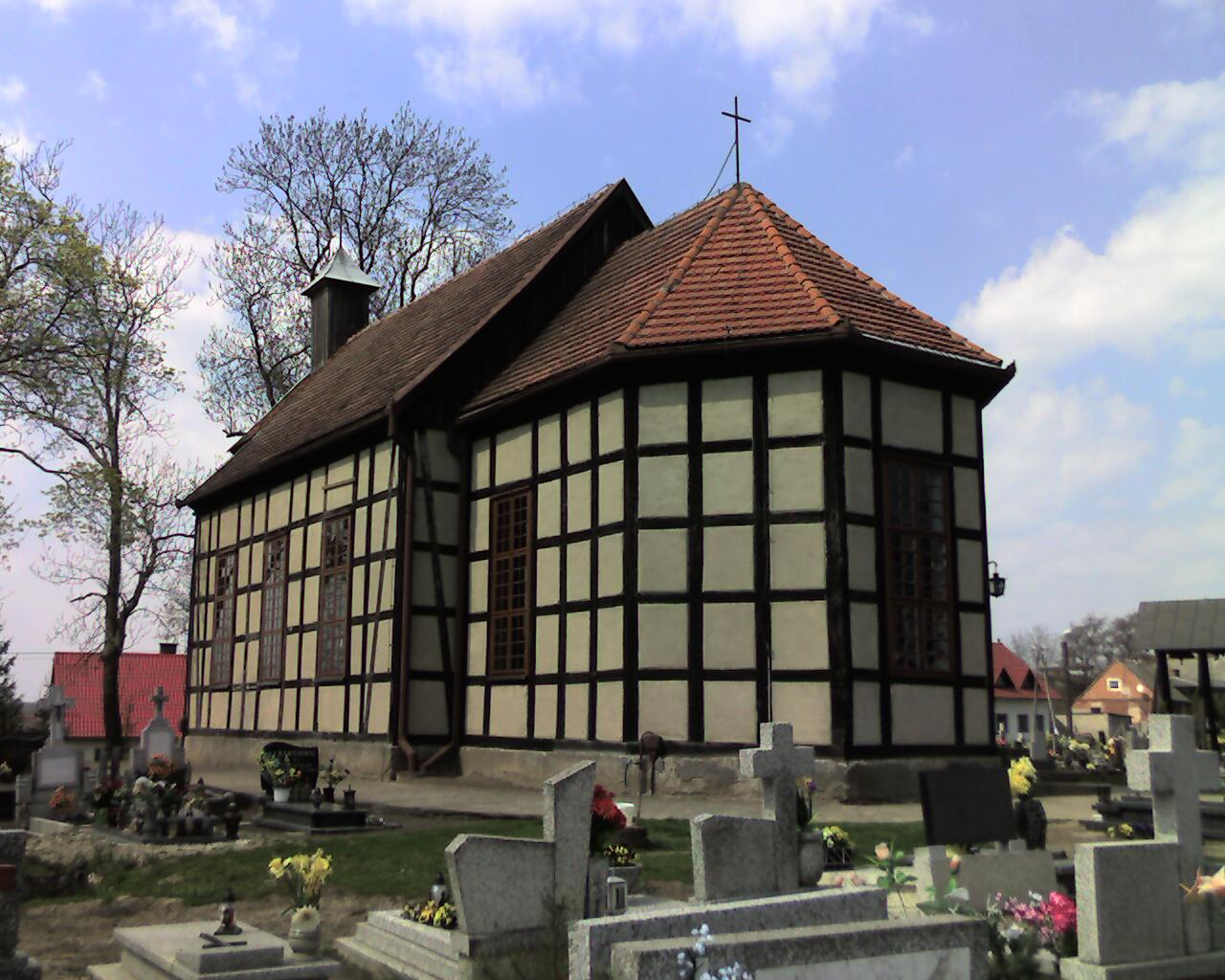

## Oppervlakte gegevens
In 2002 bedroeg de totale oppervlakte van gemeente Kamień Krajeński 163,21 km², waarvan:
- agrarisch gebied: 69%
- bossen: 21%

De gemeente beslaat 20,64% van de totale oppervlakte van de powiat.

## Demografie
Stand op 30 juni 2004:
| Omschrijving                   | Totaal | Totaal | Vrouwen | Vrouwen | Mannen | Mannen |
| ------------------------------ | ------ | ------ | ------- | ------- | ------ | ------ |
| eenheid                        | aantal | %      | aantal  | %       | aantal | %      |
| inwoners                       | 6904   | 100    | 3466    | 50,2    | 3438   | 49,8   |
| bevolkingsdichtheid (inw./km²) | 42,3   | 42,3   | 21,2    | 21,2    | 21,1   | 21,1   |

In 2002 bedroeg het gemiddelde inkomen per inwoner 1362,12 zł.

## Zonder de statussołectwo
Jakubowo, Osady Zamerckie, Obkas-Młyn.

## Aangrenzende gemeenten
Chojnice, Człuchów, Debrzno, Kęsowo, Sępólno Krajeńskie